# Txubillo
Txubillo (baskiska: Igeldo) är ett berg i Spanien.   Det ligger i provinsen Gipuzkoa och regionen Baskien, i den norra delen av landet, 400 km norr om huvudstaden Madrid. Toppen på Txubillo är 163 meter över havet. Arean är 10,3 kvadratkilometer.
Terrängen runt Txubillo är lite kuperad. Havet är nära Txubillo åt nordväst. Runt Txubillo är det tätbefolkat, med 383 invånare per kvadratkilometer. Närmaste större samhälle är San Sebastián, 3,1 km öster om Txubillo. Omgivningarna runt Txubillo är en mosaik av jordbruksmark och naturlig växtlighet.